# Parque nacional del Gran Sasso y Montes de la Laga
El parque nacional del Gran Sasso y Montes de la Laga es un parque nacional en Italia, que fue creado en el año 1991. Tiene una superficie de 2014 kilómetros cuadrados y se desarrolla por la provincia de Teramo, L'Aquila, Pescara y de menor manera en las provincias de Ascoli y Rieti. El territorio es predominantemente montañoso.
Está administrado por el Ente Parco Nazionale Gran Sasso e Monti della Laga, con sede en Assergi, en la provincia de L'Aquila. 
La Gran Carretera del Gran Sasso y Montes de la Laga recorre el parque entre el pico Gran Sasso y la sierra conocida como Montes de la Laga.
El parque es una de las zonas protegidas más grandes de Europa, siendo su parte más destacada el macizo del Gran Sasso, que domina el paisaje que lo rodea; se alza verticalmente en los inmensos pastos de Campo Imperatore. En el lado oriental, desde Teramo, hay un majestuoso "Paretone" que es una parte del paisaje del centro del Adriático. Es el reino de la nieve perpetua, rocas y viento. En el norte está el perfil de la sierra de los Montes de la Laga, donde miles de aves migratorias se detienen en las orillas del lago de Campotosto. 

## Flora
Esta zona está completamente cubierto por bosques de hayas, abetos, robles cabelludos y castaños.  Hay más de 200 kilómetros de senderos a caballo que pueden usarse para visitar el parque.

## Fauna
En el parque vive un importante núcleo de lobos apeninos. A finales del siglo XX se reintrodujeron aquí el ciervo, el corzo y luego (1992) el rebeco de los Apeninos. Alrededor del año 2020, comenzaron los primeros avistamientos de osos pardos, machos jóvenes errantes.